# 里沃利
里沃利（義大利語：Rivoli，義大利語發音：[ˈriːvoli]，皮埃蒙特语發音：[ˈriʋʊle] ⓘ）是意大利皮埃蒙特大区都靈廣域市的一个市镇，于大约1世纪时建立，位于都灵以西约14千米。截至2017年1月1日，该市镇人口为48,798。